# Apetaenus marionensis
Apetaenus marionensis är en tvåvingeart som beskrevs av Lorenzo Munari 2008. Apetaenus marionensis ingår i släktet Apetaenus och familjen Canacidae. Inga underarter finns listade i Catalogue of Life.